# چکاوک دمگاه‌حنایی
چکاوک دمگاه‌حنایی (نام علمی: Pinarocorys erythropygia) نام یک گونه از سرده چکاوک‌های تیره است.